# Antoni Szymański (duchowny)
Antoni Szymański (ur. 27 października 1881 w Praszce koło Wielunia, zm. 9 października 1942 w Bełżycach) – polski duchowny rzymskokatolicki, wybitny uczony, rektor KUL, działacz społeczny, twórca lubelskiej szkoły katolickiej nauki społecznej, prezes Rady Społecznej przy Prymasie Polski.

## Życiorys
Syn Józefa Szymańskiego i Franciszki z domu Stankowskiej. Został wychowany w duchu patriotycznym. Po ukończeniu szkoły elementarnej wyjechał do Częstochowy, gdzie uczęszczał do szkoły średniej. W 1900 wstąpił do Diecezjalnego Seminarium Duchownego we Włocławku, gdzie otrzymał święcenia kapłańskie w 1904. Następnie krótko pracował w parafii w Wieluniu. W 1905, pomimo sprzeciwu rosyjskich władz, udało mu się wyjechać na studia z zakresu filozofii i nauk społecznych w Wyższym Instytucie Filozoficznym w Louvain, działającym w ramach tamtejszego Uniwersytetu Katolickiego. W 1907 uzyskał stopień doktora filozofii na podstawie pracy napisanej pod kierunkiem Marcela Defourny’ego, a zatytułowanej „La démocratie chrétienne en France”, która trzy lata później wydana została w języku polskim. Zetknął się tam z wybitnymi przedstawicielami katolickiej nauki społecznej: Marcelem Defournym i kard. Désiré-Josephem Mercierem.
Po powrocie ze studiów został wikariuszem parafii kolegiackiej w Kaliszu, a w latach 1908 - 1918 pracował w Diecezjalnym Seminarium Duchownym we Włocławku, na stanowisku profesora filozofii i nauk społecznych, gdzie prowadził zajęcia z logiki, socjologii, zasad wiary, pedagogiki, dydaktyki oraz prawa cywilnego. W 1909 r. z inicjatywy ks. Idziego Radziszewskiego zostało powołane pismo "Ateneum Kapłańskie", którego został redaktorem. Funkcję tę pełnił do 1918. Za sprawą jego zainteresowań poczesne miejsce na łamach pisma zajmowała problematyka społeczna. w 1917 - z jego też inicjatywy - powołano do życia serię wydawniczą pod nazwą Biblioteka „Ateneum Kapłańskiego”. W tym czasie na łamach pisma opublikował ok. 60 artykułów oraz dużą liczbę recenzji, not i sprawozdań. Z dorobku pisarskiego ks. Szymańskiego tamtego okresu wymienić należy m.in.: „Katolicyzm socjalny we Francji”, „Studia i szkice społeczne” oraz pierwszą edycję „Zagadnień społecznych”. Od 1918 pracował na Katolickim Uniwersytecie Lubelskim na stanowisku profesora nadzwyczajnego. Prowadził tam wykłady z zakresu polityki społecznej i ekonomicznej, socjologii, etyki oraz historii katolicyzmu społecznego. W 1919 uzyskał habilitację z nauk społecznych na Wydziale Teologicznym na Uniwersytecie Jagiellońskim. Był członkiem Wojewódzkiego Komitetu Obrony Narodowej w Lublinie w 1920 roku. Od 1924 pracował jako profesor zwyczajny. Wykładał na Wydziale Prawa i Nauk Społeczno-Ekonomicznych, Wydziale Nauk Humanistycznych oraz Wydziale Prawa Kanonicznego. Pełnił funkcję dziekana (1920/1921) i prodziekana (1921/1922) Wydziału Prawa Kanonicznego, dziekana Wydziału Prawa i Nauk Społeczno-Ekonomicznych (1931-1933), a także wicerektora (1922-1926). W 1933 został rektorem KUL. Był teoretykiem myśli katolicko-społecznej i autorem pierwszego w Polsce podręcznika „Polityki społecznej" (1925), a także duchowym przywódcą i członkiem honorowym Stowarzyszenia Katolickiej Młodzieży Akademickiej „Odrodzenie” (od 1930 pełnił obowiązki opiekuna) oraz wieloletnim redaktor miesięcznika „Prąd".
Z jego inicjatywy odbywały się od 1922 tzw. Tygodnie Społeczne na wzór francuskich Semaines sociales, uruchomionych w 1904 przez Mariusa Gonina i Adéodata Boissarda. Odbywały się one głównie Lublinie, a następnie w Krakowie, we Lwowie i w Wilnie. Kierował też Związkiem Seniorów „Odrodzenie”, powołanym do życia w 1926 w Warszawie, który następnie został przemianowany w Związek Polskiej Inteligencji Katolickiej „Odrodzenie”, a w 1931 na Związek Polskiej Inteligencji Katolickiej, którego został prezesem. Ponadto W 1928 założył w Lublinie Towarzystwo Wiedzy Chrześcijańskiej, prowadzące działalność wydawniczą (m.in. przeznaczony dla robotników miesięcznik „Front Pracy”) oraz udzielające stypendiów naukowych i zapomóg. W 1933 r. został członkiem tzw. Unii Mechlińskiej (Union Internationale d’Etudes Sociales de Malines).
W 1934 z inicjatywy Prymasa Polski ks. Augusta kard. Hlonda oraz na życzenie papieża Piusa XI powołana została do życia Rada Społeczna przy Prymasie Polski, której głównym celem miało być popularyzowanie programu zawartego w encyklice społecznej Quadragesimo anno. Prezesem Rady został ks. Antoni Szymański, a w skład jej wchodzili luminarze katolickiej myśli i działalności społecznej w Polsce, m.in. Leopold Caro, Ludwik Górski, bp. Teodor Kubina, ks. Aleksander Wóycicki, ks. Jan Piwowarczyk, Czesław Strzeszewski, ks. Stefan Wyszyński. W tym samym roku zostało powołane Towarzystwo Naukowe KUL, którego również został prezesem.
Dzięki jego osobistym staraniom Katolicki Uniwersytet Lubelski - na mocy Ustawy Sejmu RP z 9 kwietnia 1938, otrzymał prawo przysługujące uczelniom państwowym do nadawania wszystkich stopni naukowych na wszystkich wydziałach.
Po zajęciu przez wojska hitlerowskie Lublina, 9 listopada 1939 - w ramach akcji Sonderaktion Lublin, która była częścią Intelligenzaktion - został uwięziony na Zamku w Lublinie wraz z profesorami KUL - ks. Zdzisławem Golińskim, Ignacym Czumą, Czesławem Martyniakiem oraz innymi przedstawicielami elity społecznej i intelektualnej Lublina. Następnie przebywał w areszcie domowym. Po uwolnieniu usiłował organizować tajne nauczanie dla studentów KUL oraz pomoc dla pracowników i ich rodzin. Od grudnia 1940 r. mieszkał w Bełżycach, gdzie pełnił obowiązki wikariusza. Spoczywa w Lublinie na cmentarzu przy ul. Lipowej, w jednym grobowcu z ks. Idzim Radziszewskim.

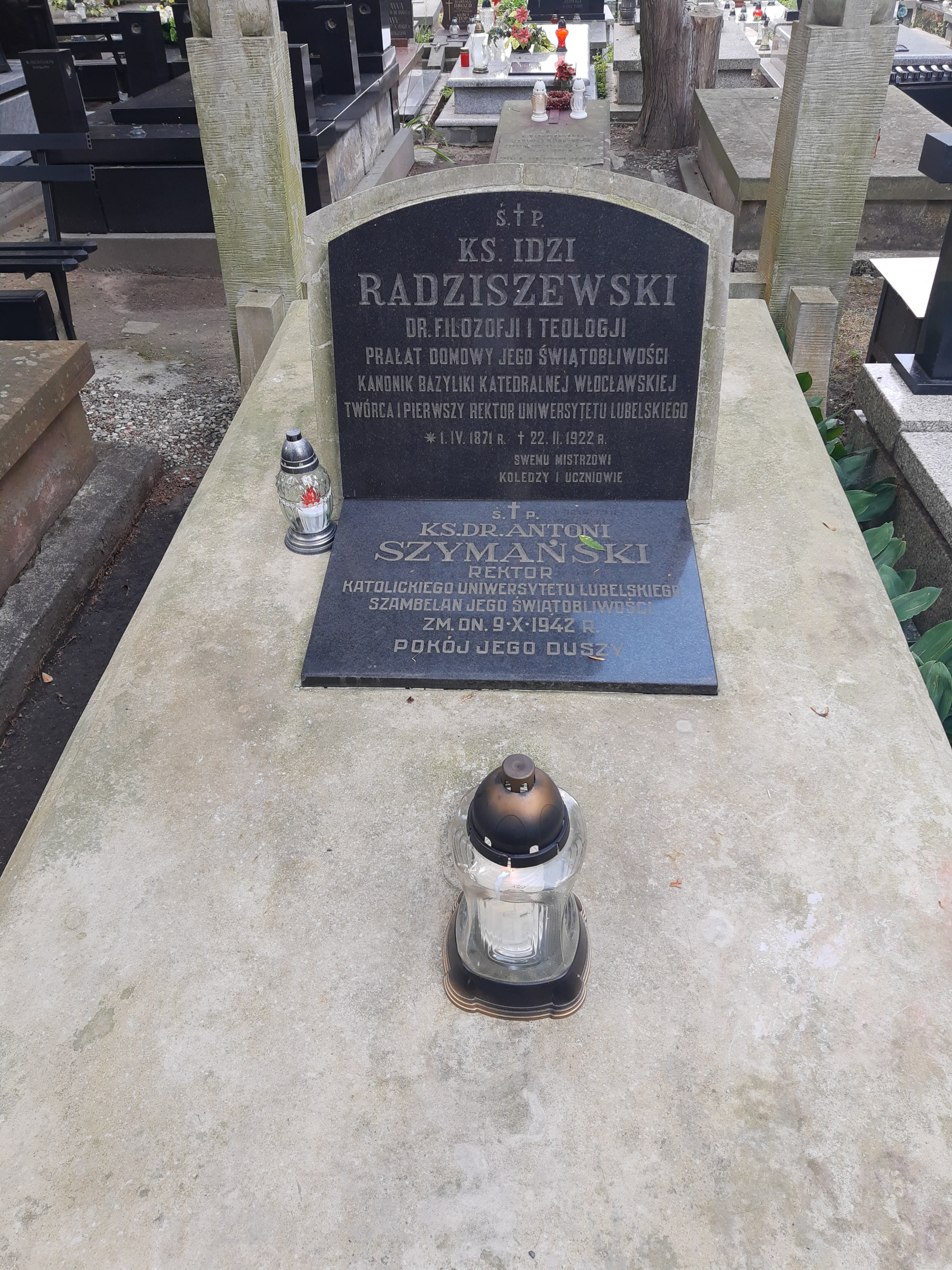
Grób księży Idziego Radziszewskiego i Antoniego Szymańskiego na cmentarzu przy ulicy Lipowej

## Odznaczenia
- Krzyż Komandorski Orderu Odrodzenia Polski (1938)[10]

## Wybrana twórczość
- Studia i szkice społeczne (1913)[11]
- Zagadnienia społeczne (1916)
- Bolszewizm (1920)
- Polityka społeczna (1925)
- Ekonomika i etyka (1936)
- Etyka. Wiadomości wstępne (1937)[12]
- Bolszewizm jako prąd kulturalny i cywilizacyjny (1937)